# 蓮台寺 (八潮市)
蓮台寺（れんだいじ）は、埼玉県八潮市にある真言宗豊山派の寺院。

## 歴史
創建年代は不明であるが、柿木村の村民によって開山された。元々は庵であったのを寺院化したもので、「蓮台寺」という寺号は当地にあった廃寺の名称を拝借したものという。この廃寺の詳細は不明である。
当寺の本尊は不動明王であるが、観音菩薩像もあり、「大曽根観音」として知られる。普段は秘仏で、12年に1回、午年に開帳される。

## 交通アクセス
- 首都圏新都市鉄道つくばエクスプレス 八潮駅より徒歩27分。
- 東武バス（路線バス）八潮駅北口 - 綾瀬駅行き「大曽根」下車 徒歩5分
- 東武バス（路線バス）綾瀬駅 - 八潮駅北口行きまたは八潮市役所行き「大曽根」下車 徒歩5分
- 首都高速道路6号三郷線 八潮南出入口から車で2分